# Jessenia Uceda
Jessenia Uceda (ur. 14 sierpnia 1981 w Limie) – peruwiańska siatkarka grająca jako atakująca. 
Obecnie występuje w drużynie Divino Maestro.